# Alvin Ulbrickson
Alvin Edmund Ulbrickson –conocido como Al Ulbrickson– (Seattle, 10 de octubre de 1930-Seattle, 6 de julio de 2012) fue un deportista estadounidense que compitió en remo.
Participó en los Juegos Olímpicos de Helsinki 1952, obteniendo una medalla de bronce en la prueba de cuatro con timonel. Murió en 2012 a causa de un cáncer de pulmón.

## Palmarés internacional
| Juegos Olímpicos | Juegos Olímpicos     | Juegos Olímpicos  | Juegos Olímpicos   |
| Año              | Lugar                | Medalla           | Prueba             |
| ---------------- | -------------------- | ----------------- | ------------------ |
| 1952             | Helsinki (Finlandia) | Medalla de bronce | Cuatro con timonel |